# Michele Mary Smith
Michele Mary Smith (Califon, New Jersey, 21 juin 1967 - ) est une joueuse de softball américaine. Elle remporta une médaille d'or en softball aux Jeux olympiques d'Atlanta, en 1996, puis en 2000 aux Jeux olympiques de Sydney.